# Magdalénien
Magdalénien (poznat i pod nazivom magdalenijen) je kultura završnoga razdoblja mlađega (gornjeg) europskog paleolitika nazvana po eponimnome nalazištu, velikom pripećku La Madeleine na desnoj obali rijeke Vézère u francuskoj pokrajini Dordogne. Dolazi u zapadnoj Europi i u zapadnim dijelovima srednje Europe, okvirno se datira u razdoblje od 17 000 do 10 000 god. pr. Kr. Odražava prilagodbu čovjeka na hladnu klimu, a odlikuje se izraženom mikrolitizacijom kamenih izrađevina. Paleolitička proizvodnja koštanih rukotvorina dosegnula je vrhunac u magdalénienu izradbom figurica, harpuna i udica, ukrašenih bogatim rezbarijama.

## Poznata nalazišta
Najpoznatija djela te kulture slikarska su ostvarenja iz špilja Altamira i Lascaux.